# De La Rue

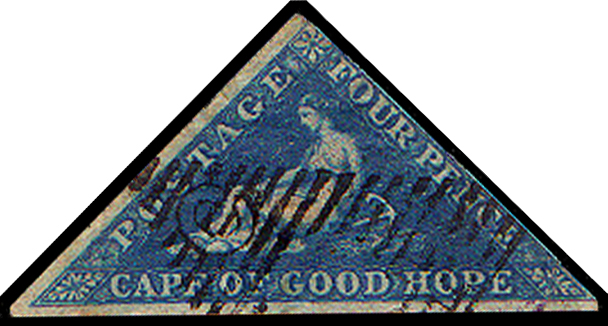
Kaapse driehoek

De La Rue plc is een Britse drukkerij die in 1821 in Londen werd opgericht door Thomas de la Rue (geb. 24 maart 1793 in The Forest, Guernsey). Het hoofdkwartier bevindt zich nu in Basingstoke, en in Gateshead en Loughton (Essex) heeft het bedrijf een fabriek. De La Rue is gespecialiseerd in het drukken van waardepapieren, postzegels en bankbiljetten. Voor landen over de hele wereld maakt De La Rue bankbiljetten en waardepapieren; in die tak is dit het grootste bedrijf ter wereld. Voor Nederland maakte het bedrijf een groot deel van de guldenbiljetten en later de eurobiljetten.
De voornaamste concurrent van De La Rue is het Duitse bedrijf Giesecke & Devrient.

## Geschiedenis
Thomas de la Rue begon in 1813 met het drukken van kranten. Hij vestigde zich in 1821 in Londen. Enkele jaren later begon hij met het drukken van speelkaarten volgens een nieuw "typografisch" proces. Deze zijn de basis geworden voor de hedendaagse standaard speelkaarten. De La Rue heeft haar speelkaartendivisie in 1969 verkocht aan John Waddington.
In 1853 drukte De La Rue de eerste geperforeerde zegels voor de Britse belastingdienst, de Board of Inland Revenue. In 1855 volgden gewone postzegels, bijvoorbeeld de bekende Kaapse driehoeken, in 1860 de eerste bankbiljetten (voor Mauritius).
In 1874 opende De La Rue een nieuwe Londense fabriek in Bunhill Row. Die werd tijdens de Blitz op Londen verwoest in 1940. De firma werd van een familiebedrijf omgevormd tot een naamloze vennootschap en de familie trok zich terug uit het bedrijf in 1921. In 1947 ging de firma naar de Londense beurs. De La Rue werkte mee aan de ontwikkeling van de eerste geldautomaten in 1967 voor Barclays Bank. In 1986 nam De La Rue haar Britse branchegenoot Bradbury, Wilkinson & Co. over.
In 2012 maakte De La Rue de eerste bankbiljetten gedrukt op een nieuw ontwikkeld polymeersubstraat ("Safeguard" polymer).

## Eurobiljetten
De drukkeridentificatiecodes van De La Rue op eurobankbiljetten zijn de letters H in de eerste serie (2002) en H en J in de Europaserie (2013), waarbij H verwijst naar De La Rue, Loughton en J naar De La Rue, Gateshead.

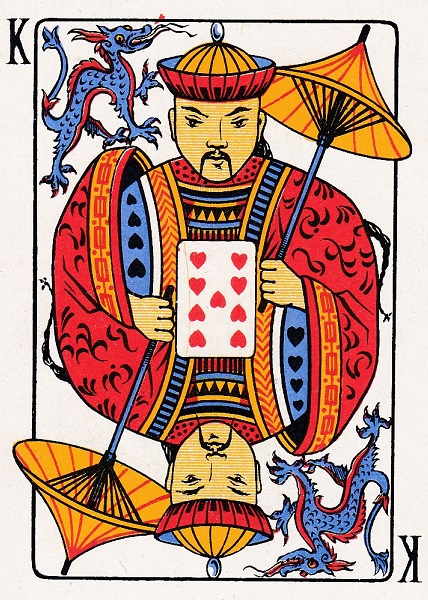
De Khanhoo- of Kanhukoning houdt de 9 ♥ vast (1895).